# تپه مشهد میقان
تپه مشهد میقان مربوط به دوران‌های تاریخی پس از اسلام است و در شهرستان اراک، روستای مشهد میقان واقع شده و این اثر در تاریخ ۱۱ دی ۱۳۸۰ با شمارهٔ ثبت ۴۶۲۲ به‌عنوان یکی از آثار ملی ایران به ثبت رسیده‌است.